# FTR Moto MGP13
Die FTR Moto MGP13 ist ein Rennmotorrad-Chassis, das von der britischen Firma FTR Moto entwickelt wurde und in der 2013 in der MotoGP-Klasse, der höchsten Prototypen-Kategorie der FIM-Motorrad-Straßenweltmeisterschaft, eingesetzt wird.

## Technische Spezifikationen
Das von FTR Moto produzierte Chassis besteht aus Aluminium und trägt, dem Einsatzjahr entsprechend, die Bezeichnung MGP 13 für das Jahr 2013. Sowohl die Front- als auch die Hinterradfederung werden von Öhlins gestellt. Die Bremsanlage des Motorrads entstammt von Brembo. FTR Moto überlässt dabei die Motorenwahl seinen Kunden. Für dieses Jahr stehen als Hersteller Honda oder Kawasaki zur Verfügung.

## Erfolge und Statistiken
Die FTR Moto MGP13 wird 2013 von Colin Edwards, Hiroshi Aoyama, Héctor Barberá und Claudio Corti mit Kawasaki-Motoren eingesetzt. Bryan Staring und Álvaro Bautista setzen auf Honda-Aggregate. Keiner dieser Piloten konnte bisher eine Podestplatzierung einfahren.